# Les Folles de Gand
Les Folles de Gand is een Gentse professionele travestiegroep die interactieve drag-shows op de planken brengt. Het collectief is in 1999 opgericht door Christophe Verschueren, alias Miss Michelle, tevens de leading lady van het gezelschap.
Het gezelschap is een groep die bestaat uit mannelijke 'transformisten', met als uitzondering 'Boobsie', een vrouw en naar verluidt een van de grappigste en meest mysterieuze leden van de groep. Zij behoort tot de kerngroep, die verder bestaat uit Miss Michelle, Jennifer, een springerige danseuse, en Lani Love, een dame met liefde voor verfijnde klederdracht. Naast deze kerngroep worden vaak andere artiesten gehuurd. Het gezelschap brengt kleurrijke, interactieve drag-shows, Franse chansons en cabaretnummers, uitgerust met verzorgde kostuums, snelle podiumwissels, muziek, dans en humor.
De groep is sinds de oprichting in 1999 vast onderdeel van de Gentse Feesten, waar deze elk jaar aan de openingsstoet deelneemt met een eigen show. In 2003 was Verschueren te zien in het Vlaamse televisieprogramma Witte raven, waarin hij gedurende een maand met een brandweerman samenwoonde in een poging hem de kunst van travestie te leren. Dit sloeg kennelijk aan, want hierna stond de telefoon van Les Folles de Gand roodgloeiend voor boekingsverzoeken.